# Criblé
Le criblé, ou gravure au criblé (en anglais : Dotted print ou metalcut ; en allemand : Schrotschnitt ou metalschnitt) est une technique de gravure sur métal en taille d'épargne. C'est l'une des toutes premières techniques européenne de gravure (XVe siècle-XVIe siècle).

## Définition
Le criblé est un procédé ancien de gravure sur métal consistant à laisser en relief sur une plaque les parties destinées à être imprimées au tirage et à couvrir à l'aide d'un burin, d'un ciselet ou de poinçons frappés au marteau les plages épargnées de trous ou de motifs plus ou moins gros qui restent clairs. Appelés « rebarbes », les petits cratères formés par ces outils étaient ensuite arasés.
Cette technique, qui apparaît vers le milieu du XVe siècle, ne présentait pas de solution pour produire des effets de profondeur dans les plans comme avec la taille-douce. La perspective naissante du XVIe siècle ne pouvant s'exprimer dans le criblé, le procédé fut abandonné.

## Histoire
Utilisée au XVe siècle (à partir des années 1450, plus précisément) et au début du XVIe siècle, il s'agit de l'une des toutes premières techniques de gravure,, les premières expérimentations étant la xylographie (ou gravure sur bois), la taille-douce sur métal et le criblé.
Au milieu de la seconde moitié du XIXe siècle, Henri Delaborde présente ainsi la technique :
« Ce mode de travail grossier, tout primitif, cet art intermédiaire entre l'orfèvrerie et la gravure proprement dite, dut naturellement tomber en désuétude lorsque celle-ci eut commencé de faire ses preuves. Aussi, les estampes en criblé qui ont survécu sont-elles, pour la plupart, antérieures à la seconde moitié du xve siècle. »
Au début du XXe siècle, Léon Rosenthal, quant à lui, donne une idée plus précise du travail effectué sur les plaques métalliques : « Des artisans, issus, sans doute, des boutiques des orfèvres, tentèrent d'obtenir sur métal des clichés en relief, par un procédé rudimentaire auquel on a donné le nom de criblé. La plaque était criblée de trous plus ou moins réguliers, plus ou moins espacés; ces trous, à l'impression, déterminaient des blancs. On les obtenait, d'abord par un burin, puis avec des contre-poinçons de formes diverses donnant des petits points, des étoiles ou des fleurs de lys. »
La gravure en criblé est une technique d'impression à très haute pression visant à remplacer la planche de la gravure sur bois par une plaque de métal plus durable dans laquelle des semis de points et de motifs plus fins, destinés à épargner de la pression pour obtenir de beaux contrastes, renforcent l'aspect décoratif des estampes.
Longtemps oubliée, cette technique est redécouverte à la fin du XIXe siècle par l'historien et graveur Pierre Gusman qui se rend compte que la matrice à l'origine de l'estampe intitulée l'Annonciation avec la Visitation et la Nativité imprimée au XVIIIe siècle comme une gravure en taille douce par méconnaissance du procédé — et donc en négatif — est en fait une gravure en taille d'épargne. Réimprimée comme une xylographie, la gravure rend toute sa beauté et devient ainsi la première gravure au criblé connue.
La Sainte Catherine du Département des Estampes et de la Photographie de la Bibliothèque nationale de France (fig. 2) est une œuvre précoce d'un grand raffinement. Le volume du manteau de la sainte est suggéré par un pointillé de taille variable très évocateur.
Parmi les utilisateurs de cette technique figurent notamment dans le Rhin inférieur le Monogrammiste D (fig. 3 et 4) et en Bavière l'atelier de la Passion Stöger (fig. 5).

## Expositions notables
En 2013-2014, le musée du Louvre expose des œuvres gravées selon les premières techniques — xylogravure, gravure en taille douce et criblé —, montrant les liens entre elles : Les origines de l’estampe en Europe du Nord (1400-1470).

## Galerie

Gravures au criblé
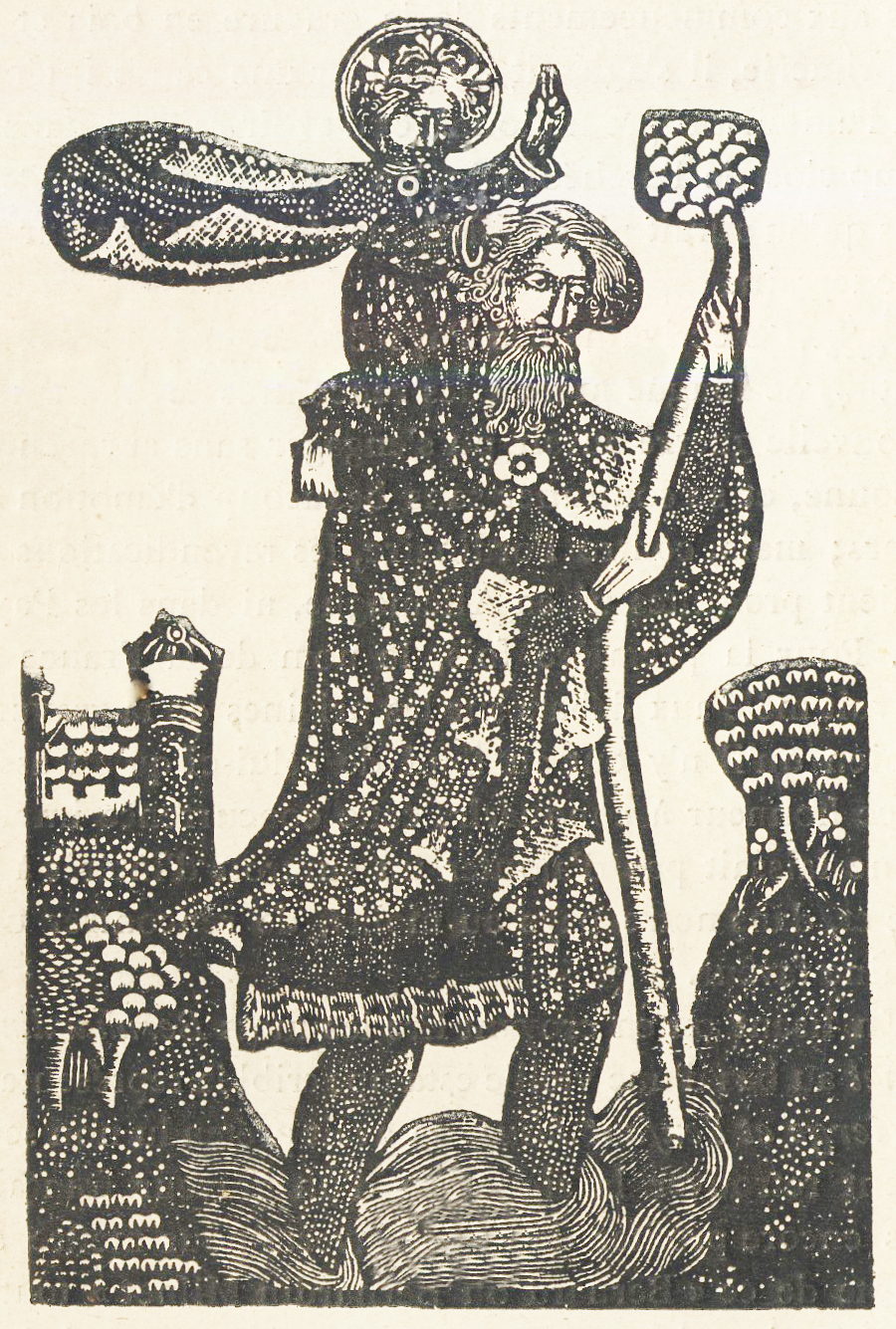
1. Anonyme, Saint Christophe, XVe siècle, gravure en criblé[13].
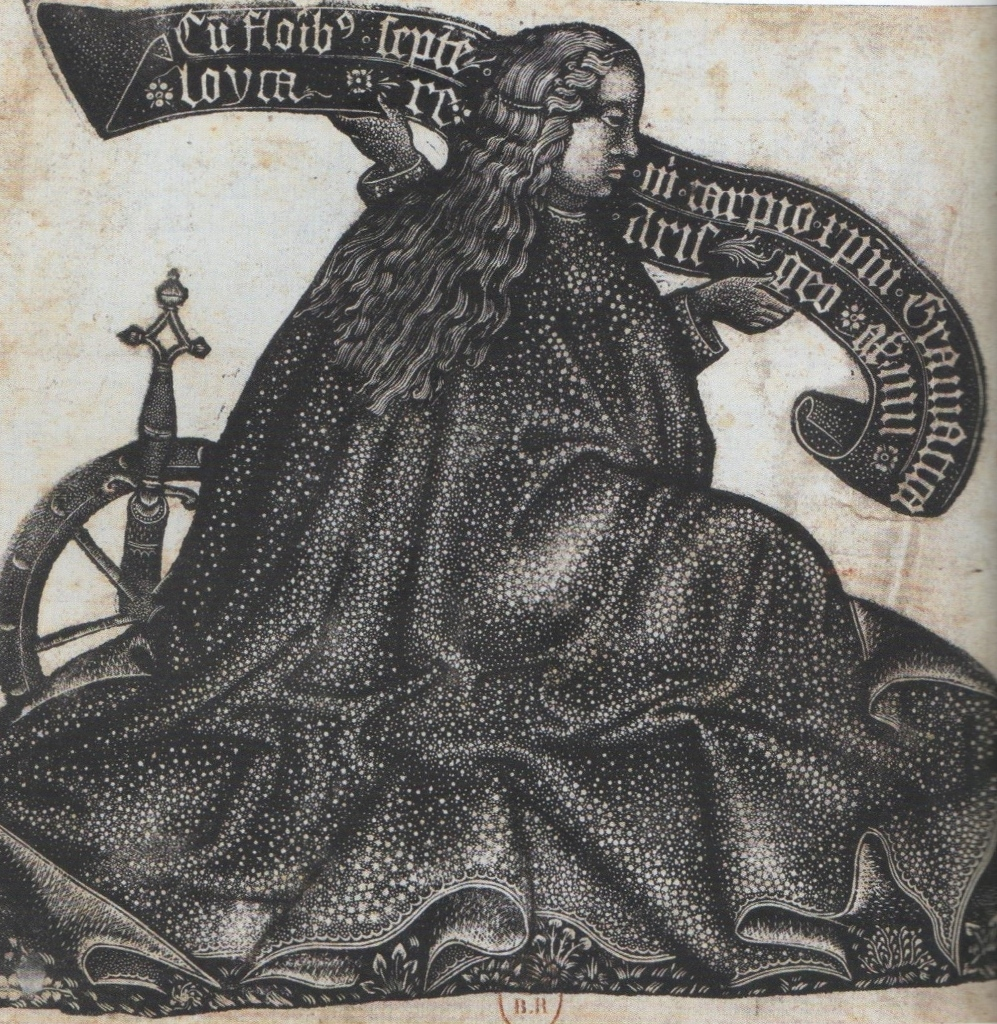
2. Anonyme, Sainte Catherine, 1450-1460, gravure au criblé, Département des Estampes et de la Photographie de la Bibliothèque nationale de France.
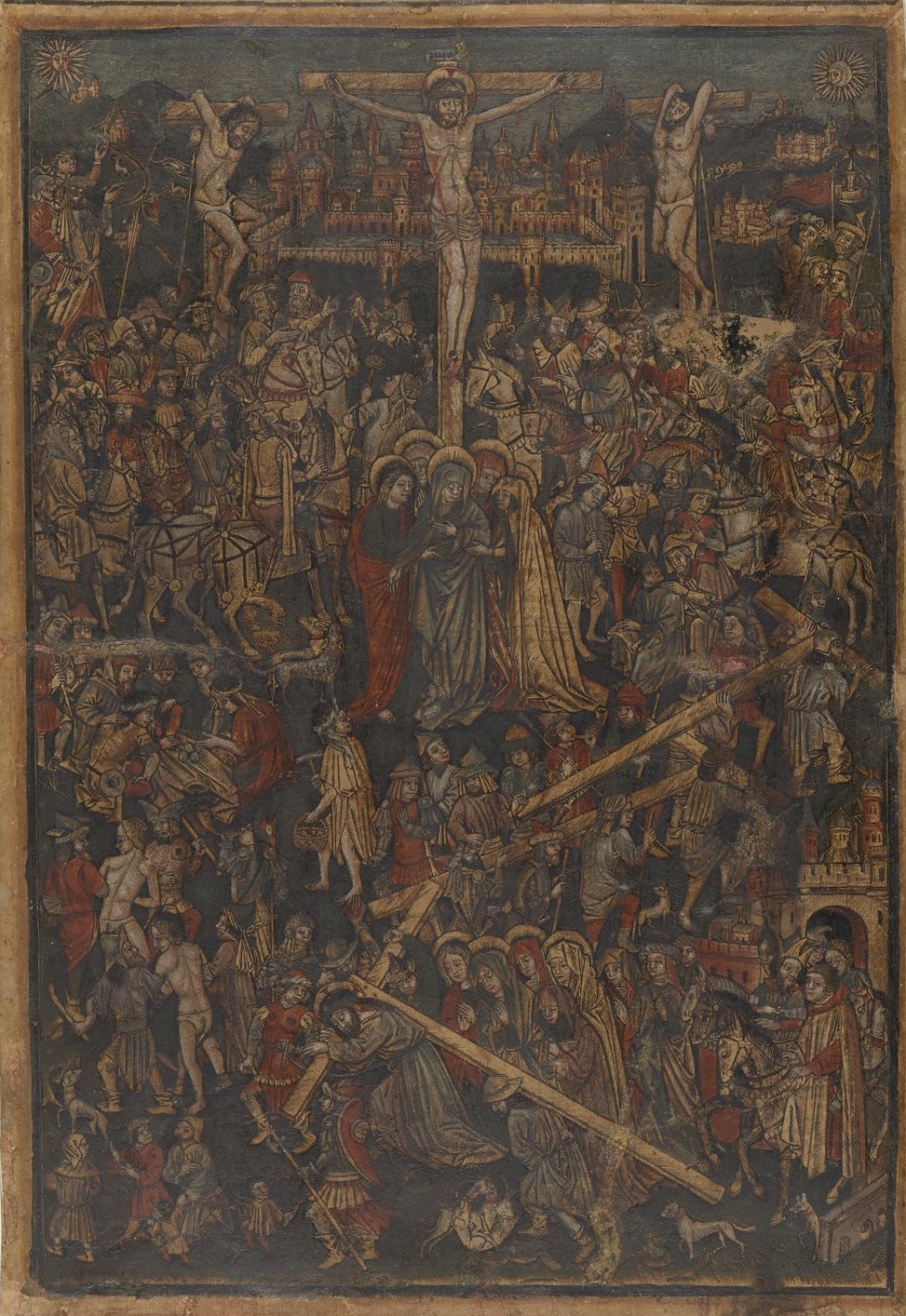
3. Monogrammiste D, Grande Passion, gravure au criblé coloriée à la main, Bibliothèque nationale de France (source : Gallica).
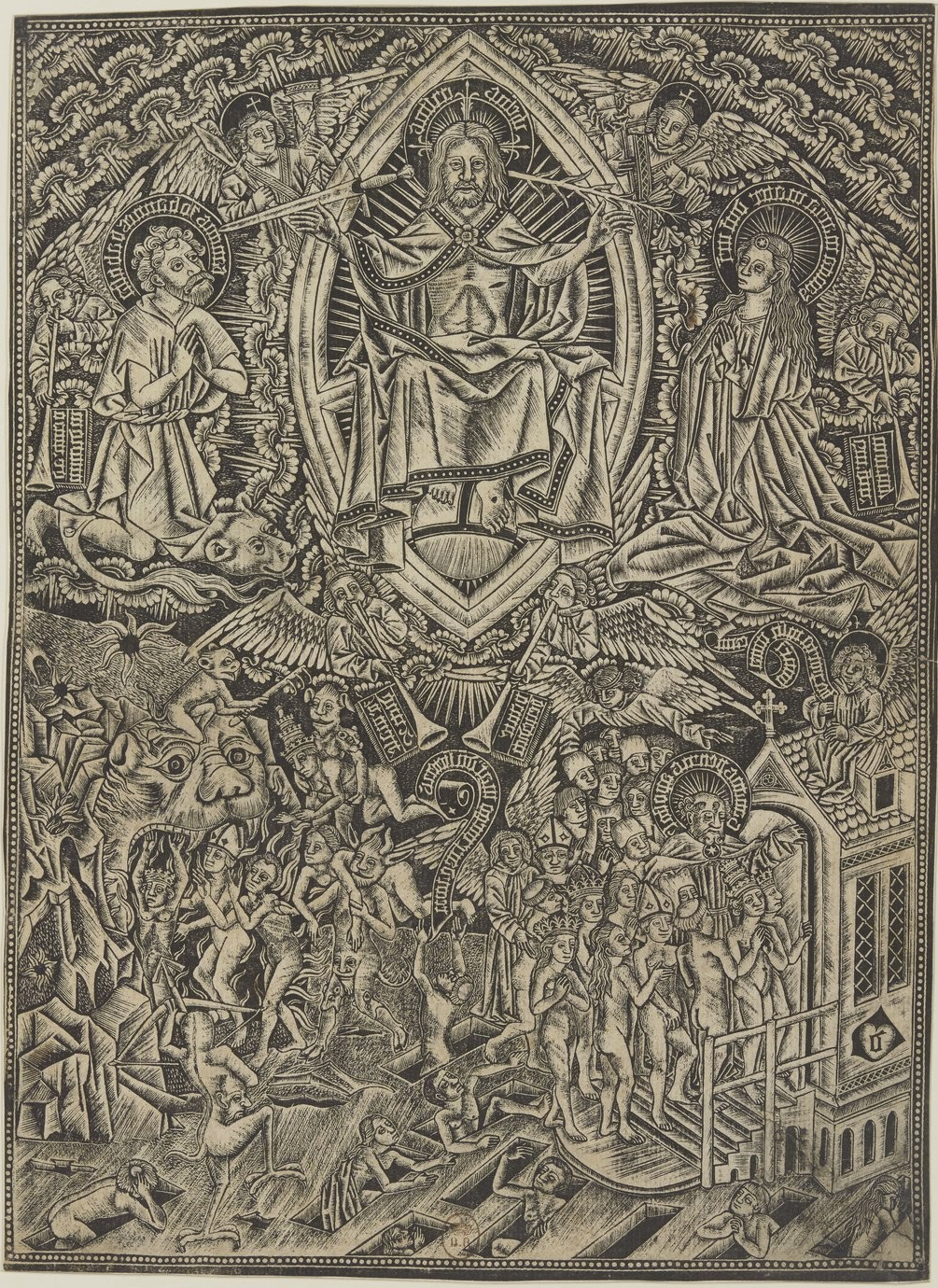
4. Monogrammiste D, Le Jugement dernier, gravure au criblé, Bibliothèque nationale de France (source Gallica).
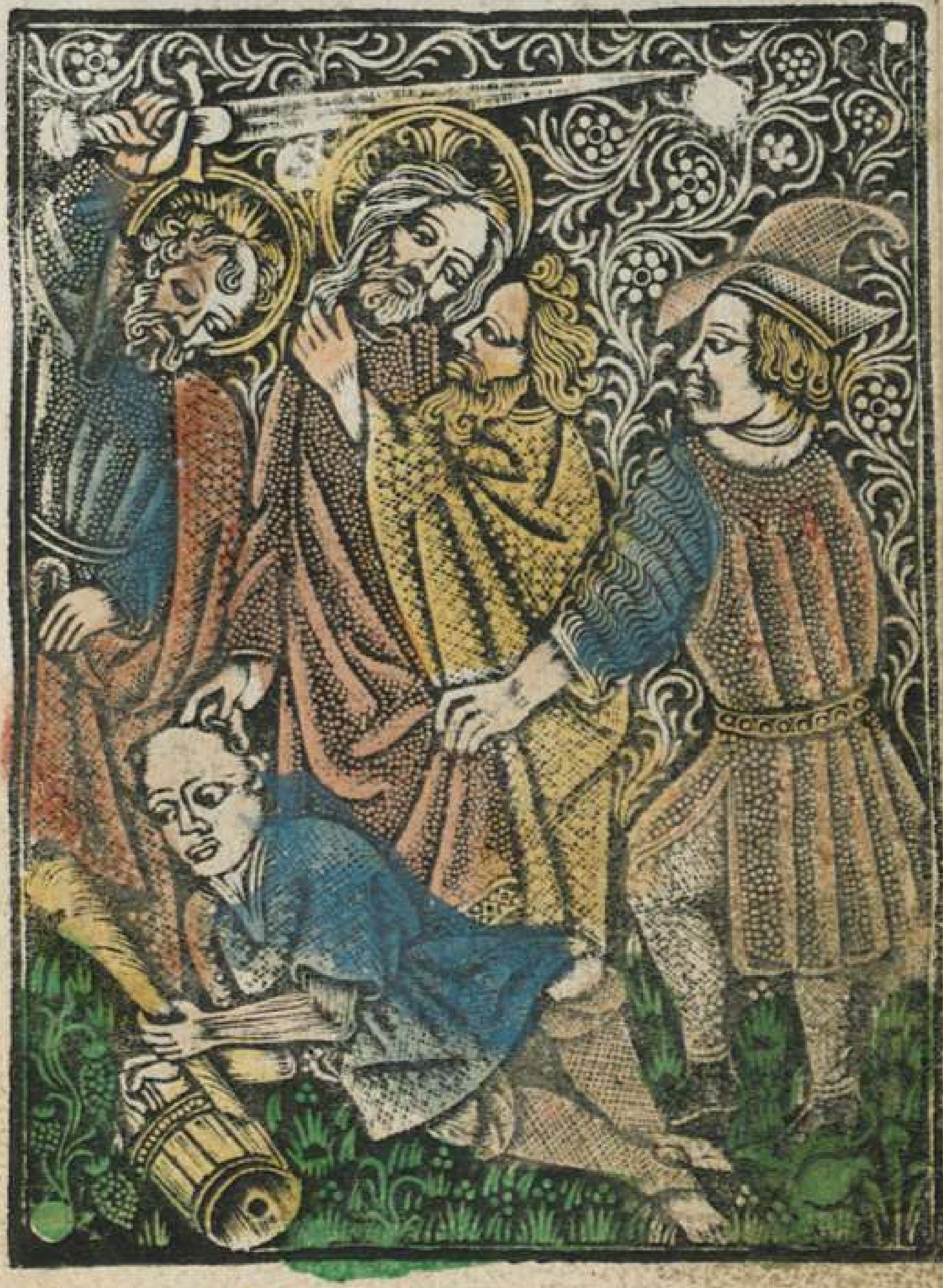
5. Atelier de la Passion Stöger, L'arrestation du Christ, gravure en criblé coloriée à la main, Bayerische Staatsbibliothek.
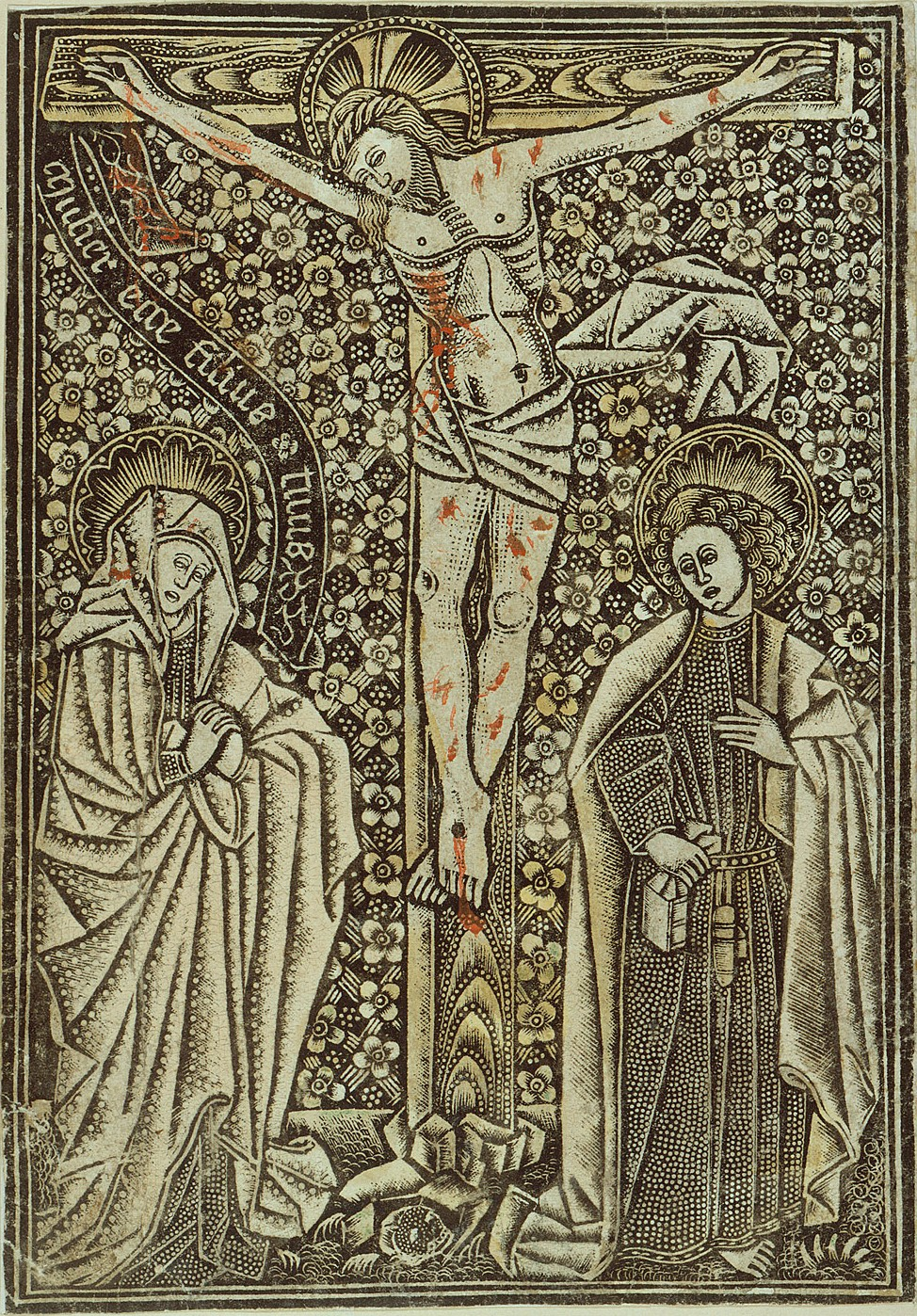
6. Anonyme, Crucifixion, gravure en criblé, Kupferstichkabinett, Staatliche Museen zu Berlin.